# Мосты инков

Мосты́ и́нков — сооружения, предназначенные для передвижения людей, скота и повозок через реки и ущелья — отличались своей надёжностью, так что срок эксплуатации одного моста мог достигать нескольких сотен лет. Наличие большого количества опасных участков, оврагов и быстрых рек в горных районах способствовало развитию навыков строительства мостов, близких к мастерству. Помимо обычных мостов в труднодоступных областях или там, где мост было технически построить невозможно, инки использовали другие известные им способы переправы.

## Канатные мосты
Распространёнными формами мостов были каменные виадуки. Однако самые интересные в техническом плане мосты проводились над широкими реками и представляли собой конструкцию из очень толстых и прочных лиан и дерева. Лианы протягивались от одного берега (одной стороны оврага) до другого (другой) и прочно закреплялись на установленных столбах. Три лианы, протянутые от самой земли, служили каркасом днища, или собственно мостом, на который поперечно укладывались и закреплялись доски. Ещё две лианы, расположенные выше более чем на метр, были перилами моста, на который опирались при сильной раскачке.
Такие конструкции при правильном использовании могли служить несколько столетий. По ним перегоняли стада скота, люди проводили навьюченных лам. Сохранность мостов была поставлена под строгий контроль: каждые полгода специально собранная «комиссия» из мастеров проверяла их техническое состояние и производила реконструкцию участков, подверженных разрушению. Сооружение прочных канатных мостов было одним из выдающихся достижений инков. Один из самых крупных мостов, протянутый над рекой Апуримак, составлял в длину 45 метров, а расстояние от моста до реки было около 80 метров. Последнее сооружение рухнуло только в конце XIX века.

## Другие переправочные сооружения
Сооружения, которые инки строили при невозможности прокладки моста (обычно из-за ширины ущелья или реки), действовали по принципу фуникулёра или паромной переправы. Первая конструкция, также как и мост, сооружалась из прочных канатов, перекинутых через препятствие. По канатам ходила «будка» (кабина), в которой могли поместиться несколько человек. Эти «древние фуникулёры» инки строили как альтернативу мосту только в тех районах, где мост мог обрушиться. В случаях невозможности протянуть лианы использовали паромную переправу, для которой служил большой понтон, вмещавший несколько десятков человек или крупный груз.